# Impertinenz
Impertinenz (von lateinisch impertinens ‚nicht zur Sache gehörend‘) bezeichnet bildungssprachlich eine als nicht gehörig empfundene Zudringlichkeit oder Unverschämtheit (sowohl eine direkte Handlung als auch eine entsprechende Haltung). In ursprünglicher, inzwischen wenig benutzter Bedeutung, können Impertinenzien Nebendinge sein, etwas einfach nicht zur Sache Gehörendes.
Das Adjektiv impertinent für ‚ungehörig, frech, unverschämt‘ wurde vom Spätlateinischen impertinēns ‚nicht dazugehörig‘ abgeleitet und lebte in der mittellateinischen Rechtssprache weiter (vgl. impertinentia interrogatoria für ‚nicht dazugehörige, nicht sachdienliche Fragen‘). Dort entwickelte sich auch die Bedeutung ‚unangemessen, unpassend, töricht‘. Im 17. Jahrhundert wurde es aus der Juristensprache ins Deutsche entlehnt und ging außerhalb der juristischen Sphäre in ‚frech, unverschämt‘ über, ebenso im 18. Jahrhundert Impertinenz für ‚Unverschämtheit, Frechheit‘.